# Joey Yung
Pour les articles homonymes, voir Yung.
 (octobre 2020).
Si vous disposez d'ouvrages ou d'articles de référence ou si vous connaissez des sites web de qualité traitant du thème abordé ici, merci de compléter l'article en donnant les références utiles à sa vérifiabilité et en les liant à la section « Notes et références ».
 (octobre 2020).
Joey Yung (容祖兒 ou 容祖儿) est une chanteuse et actrice hongkongaise, née le 16 juin 1980 à Hong Kong. C'est une célèbre chanteuse de cantopop du label Emperor Entertainment Group. Elle a gagné beaucoup des prix prestigieux, dont le prix JSG 12 fois dans le catégorie « Chanteuse la plus populaire » et le prix or JSG 3 fois dans le catégorie « Meilleure chanteuse ». Elle a sorti de multiples albums en cantonais mais aussi en mandarin.

## Filmographie

### Télévision
- 2000 : The Green Hope
- 2003 : Not Just A Pretty Face
- 2003 : Hearts of Fencing
- 2004 : Hearts of Fencing 2
- 2004 : Sunshine Heartbeat
- 2004 : Kung Fu Soccer
- 2007 : On the First Beat
- 2009 : Stage of Youth
- 2009 : E.U.

### Cinéma
- 1999 : The Accident
- 2000 : Winner Takes All
- 2001 : Expect a miracle
- 2001 : My Schoolmate the Barbarian
- 2001 : Feel 100% 2
- 2002 : Demi-Haunted
- 2003 : The Medallion
- 2004 : The Attractive one
- 2005 : Crazy N' the City
- 2010 : The Jade and the Pearl
- 2012 : Diva
- 2015 : 12 Golden Ducks